# To the Moon and Back
To the Moon and Back è un singolo del gruppo musicale australiano Savage Garden, pubblicato nel 1996 ed estratto dal loro eponimo album Savage Garden.

## Tracce
- CD 1 (UK)

1. To the Moon and Back (short edit) – 4:13
2. To the Moon and Back – 5:41
3. To the Moon and Back (Hani's Num Club Mix) – 9:18
4. Memories Are Designed to Fade – 3:39

- CD 2 (UK)

1. To the Moon and Back – 5:41
2. To the Moon and Back (Hani's Num Radio Edit) – 3:57
3. To the Moon and Back (Escape Into Hyperspace Mix) – 4:39
4. All Around Me – 4:11

- CD 1 (Europa)

1. To the Moon and Back (long edit) – 5:41
2. Memories Are Designed to Fade – 3:39

- CD 2 (Europa)

1. To the Moon and Back (short edit) – 4:13
2. To the Moon and Back – 5:41
3. To the Moon and Back (Hani's Num Radio Edit) – 3:57
4. To the Moon and Back (Escape Into Hyperspace Mix) – 4:39
5. Memories Are Designed to Fade – 3:39

## Classifiche

### Classifiche settimanali
| Classifica (1996-98)             | Posizione massima |
| -------------------------------- | ----------------- |
| Australia                        | 1                 |
| Belgio (Fiandre)                 | 28                |
| Canada                           | 15                |
| Francia                          | 11                |
| Germania                         | 14                |
| Irlanda                          | 14                |
| Nuova Zelanda                    | 4                 |
| Paesi Bassi                      | 35                |
| Regno Unito                      | 3                 |
| Stati Uniti                      | 24                |
| Stati Uniti (adult contemporary) | 29                |
| Stati Uniti (adult pop)          | 17                |
| Stati Uniti (pop)                | 17                |
| Svezia                           | 11                |
| Svizzera                         | 16                |

### Classifiche di fine anno
| Classifica (1997) | Posizione |
| ----------------- | --------- |
| Australia         | 17        |
| Classifica (1998) | Posizione |
| Regno Unito       | 30        |